# Petroica de matollar meridional
La petroica de matollar meridional (Drymodes brunneopygia) és un ocell de la família dels petròicids (Petroicidae).

## Hàbitat i distribució
Habita zones de mallee i matolls, localment a l'oest d'Austràlia Occidental, sud-est d'Austràlia Meridional, cap a l'est fins al sud-oest de Nova Gal·les del Sud i nord-oest de Victòria.